# بيلي بوي أرنولد
بيلي بوي أرنولد (بالإنجليزية: Billy Boy Arnold)‏ هو موسيقي ومغني وكاتب أغاني أمريكي، ولد في 16 سبتمبر 1935 في شيكاغو في الولايات المتحدة.

## وصلات خارجية
- بيلي بوي أرنولد على موقع IMDb (الإنجليزية)
- بيلي بوي أرنولد على موقع ميوزك برينز (الإنجليزية)
- بيلي بوي أرنولد على موقع أول ميوزيك (الإنجليزية)
- بيلي بوي أرنولد على موقع ديسكوغز (الإنجليزية)